# Бухалът
Бухалът (на английски: The Owl) е поредица от кратки CGI-анимационни епизоди направен за децата. В епизодите се разказва за едноименния бухал, розов на цвят със сини крака. Във всички 52 епизода по 1 минута се опитва да преодолее (жалко) обстоятелства, които винаги накрая завършват с различни придатъци и тялото е премахнато по необичайни и комични (често жестоки) начини. Поредицата също чертае един сюрреалистичен свят с плаващи обекти и взривяващи се ябълки.